# Ordonnance du 24 juillet 1815
L'ordonnance royale du 24 juillet 1815 est une liste condamnant cinquante-sept personnalités pour avoir servi Napoléon Ier durant les Cent-Jours après avoir prêté allégeance à Louis XVIII. Les officiers sont jugés par conseil de guerre, les autres proscrits par les Chambres. Cette ordonnance est le premier acte légal de la Terreur Blanche. Le maréchal Ney, principale victime de la réaction, est exécuté à la suite de son passage devant la Chambre des pairs.

## Contexte historique
Le 18 juin 1815, la défaite de Waterloo met fin à la dernière aventure napoléonienne. L'Empereur abdique une seconde fois tandis que les Cent-Jours s'achèvent. Les coalisés s'emparent de Paris. Le 28 juin 1815, à Cambrai, Louis XVIII prépare la seconde Restauration, et tente d'apaiser les esprits en affirmant l'oubli et le pardon des actes antérieurs au 23 mars 1815 (soit nettement après le débarquement de Napoléon). Le 29 juin, Napoléon quitte La Malmaison et part pour Rochefort mais certaines armées françaises ne se sont pas encore rendues. Ainsi, le maréchal Davout, devenu général en chef des armées françaises, remporte le 1er juillet 1815 une victoire contre les Prussiens à la bataille de Rocquencourt. Davout réunit ses troupes derrière la Loire et accepte de se rallier au drapeau blanc aux conditions expresses que l'armée française ne soit pas dissoute et surtout qu'aucune poursuite ne soit menée, au nom de leurs actes pendant les Cent-Jours, contre les bonapartistes. Sur promesses du gouvernement provisoire, il se soumet au roi le 14 juillet.
L'armée de nouveau sous contrôle, plus rien ne retient le déchaînement des ultraroyalistes, résolus d'en finir avec la Révolution et l'Empire, si ce n'est la proclamation de réconciliation faite par le roi le 28 juin 1815. C'est la période dite de la Terreur Blanche, en référence à la violence de la Terreur jacobine. Alors que des initiatives populaires ou individuelles, dans le Midi de la France, la Vendée, la Bretagne et le Maine notamment, conduisent à la mort plusieurs anciens serviteurs de l'Empire, le gouvernement royal dresse alors le 24 juillet 1815 une liste limitative de proscriptions à l'encontre des traîtres à la monarchie. Figurent ainsi sur cette liste des hommes ayant servi le roi Louis XVIII pendant la Première Restauration et ayant rallié l'Empereur lors des Cent-Jours. Cette liste, signée par le Roi, est pourtant le résultat du travail du ministre de la Police, Joseph Fouché, duc d'Otrante, en place à ces mêmes fonctions pendant les Cent-Jours.

## Texte de l'ordonnance royale
« Au château des Tuileries, le 24 juillet 1815.
Louis, par la grâce de Dieu, roi de France et de Navarre ;
Voulant, par la punition d'un attentat sans exemple, mais en graduant la peine, et limitant le nombre des coupables, concilier l'intérêt de nos peuples, la dignité de notre couronne et la tranquillité de l'Europe, avec ce que nous devons à la justice et à l'entière sécurité de tous les autres citoyens sans distinction, avons déclaré et déclarons ce qui suit :
Art. Ier. Les généraux et officiers qui ont trahi le Roi avant le 23 mars, ou qui ont attaqué la France et le gouvernement à main armée, et ceux qui par violence se sont emparés du pouvoir, seront arrêtés et traduits devant les conseils de guerre compétents, dans leurs divisions respectives, savoir :
Ney, Grouchy, Labédoyère, Clausel, Les deux frères Lallemand (Henri et François), Delaborde, Drouet d'Erlon, Debelle, Lefèbvre-Desnouettes, Bertrand, Ameilh, Drouot, Brayer, Cambronne, Gilly, Lavalette, Mouton-Duvernet, Rovigo.
Art. 2. Les individus dont les noms suivent, savoir :
Soult, Dejean fils, Allix, Garrau, Exelmans, Réal, Bassano, Bouvier-Dumolard, Marbot, Merlin (de Douai), Felix Lepelletier, Durbach, Boulay (de la Meurthe), Dirat, Méhée, Defermon, Fressinet, Bory-Saint-Vincent, Thibaudeau, Félix Desportes, Carnot, Garnier de Saintes, Vandamme, Mellinet, Lamarque, Hullin, Lobau, Cluys, Harel, Piré, Courtin, Barrère, Forbin-Janson fils aîné, Arnault, Le Lorgne-Dideville, Pommereul, Regnaud (de Saint-Jean-d'Angely), Arrighi (de Padoue)
sortiront dans trois jours de la ville de Paris, et se retireront dans l'intérieur de la France, dans les lieux que notre ministre de la police générale leur indiquera, et où ils resteront sous sa surveillance, en attendant que les Chambres statuent sur ceux d'entre eux qui devront ou sortir du royaume, ou être livrés à la poursuite des tribunaux.
Seront sur-le-champ arrêtés ceux qui ne se rendraient pas au lieu qui leur sera assigné par notre ministre de la police générale.
Art. 3. Les individus qui seront condamnés à sortir du royaume, auront la faculté de vendre leurs biens et propriétés dans le délai d'un an, d'en disposer, d'en transporter le produit hors de France, et d'en recevoir pendant ce temps le revenu dans les pays étrangers, en fournissant néanmoins la preuve de leur obéissance à la présente ordonnance.
Art. 4. La liste de tous les individus auxquels les articles 1 et 2 pourraient être applicables, sont et demeurent closes par les désignations nominales contenues dans ces articles, et ne pourront jamais être étendues à d'autres, sous quelque prétexte que ce puisse être, autrement que dans les formes et suivant les lois constitutionnelles, auxquelles il n'est expressément dérogé que pour ce cas seulement.
Donné à Paris, au château des Tuileries, le 24 juillet de l'an de grâce 1815, et de notre règne le vingt-unième.
Signé Louis
Par le roi :
Le ministre secrétaire d'État et de la police générale.
Signé duc d'Otrante. »

## Conséquences
Le maréchal Davout s'insurge contre cette liste de proscription, en contradiction avec les promesses qu'il avait reçues. Par ailleurs, plusieurs des noms cités sont ceux de ses subordonnés directs, à l'image de ceux des généraux Gilly, Exelmans ou Clausel. D'après le maréchal, ces poursuites doivent être menées contre lui et non contre eux, attendu qu'ils n'ont fait qu'obéir à ses ordres. Il écrit une lettre dans ce sens au ministre de la Guerre, Gouvion de Saint-Cyr, qui reste sans réponse.
- Le maréchal Ney[7], le général Labédoyère et le général Mouton-Duvernet sont condamnés à mort et fusillés. Debelle est condamné à mort mais sa peine est commuée en dix ans d'emprisonnement, tandis que Lavalette, condamné à mort, s'évade et s'enfuit en Bavière

- Bertrand, Rovigo, Ameil, les frères Lallemand, Drouet d'Erlon, Desnouettes et Brayer sont condamnés à mort par contumace. Aucune de ces condamnations ne sera appliquée.

- La plupart des autres sont condamnés à l'exil tels Carnot et Vandamme ou alors s'exilent volontairement comme Clausel et Grouchy.

- Enfin, quelques-uns, à l'image des généraux Cambronne et Drouot, sont acquittés à l'issue de leur procès.

La portée de cette ordonnance doit ainsi être relativisée : seuls trois anciens serviteurs de l'Empire sur les cinquante-sept proscrits sont exécutés. Nombre des condamnés par contumace peuvent même rentrer en France à partir de 1819 ou sous la monarchie de Juillet.